# Єврейський дипломатичний корпус
Єврейський дипломатичний корпус (ЄДКорпус) — міжнародна мережа єврейських професіоналів, які займаються публічною дипломатією . 
Єврейський дипломатичний корпус був ініційований у лютому 2006 року Світовим єврейським конгресом і був створений як незалежна організація у 2009 році співзасновниками Адамом Х. Коффлером та Пелегом Решефом. 
JDCorps складається з 300 членів, відомих як єврейські дипломати (ЄД), віком від 27 до 45 років з 50 країн, які вже проявили себе професіоналами кожен у своїй справі.

## Єврейські дипломати з України
- Барінова Яна Дмитрівна — українська громадська діячка, журналістка, публіцистка і науковець.[2]